# William Sotheby

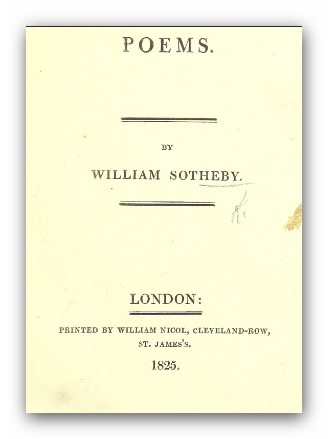
Poems de William Sotheby, 1825

William Sotheby, né le 9 novembre 1757 et mort le 30 décembre 1833, est un poète et traducteur anglais.

## Biographie
Il naît dans une riche famille londonienne, fils du colonel William et d'Elizabeth (née Sloan) Sotheby, et étudie à Harrow School et à l'Académie militaire d'Angers, en France, avant de rejoindre l'armée à 17 ans, où il sert pendant six ans jusqu'à son mariage en 1780, date à laquelle il se consacre à la littérature.
Sotheby devient alors une figure importante de la société littéraire londonienne. Sa richesse lui permet de jouer le rôle de mécène auprès de nombreux auteurs en difficulté, et il compte parmi ses amis Walter Scott, Byron, Wordsworth, Coleridge, Robert Southey, Arthur Hallam et Thomas Moore.
Il publie quelques drames et recueils de poèmes qui n'ont qu'un succès limité ; sa réputation repose sur ses traductions de l'Oberon de Christoph Martin Wieland, des Géorgiques de Virgile et de l'Iliade et de l'Odyssée d'Homère. Les deux derniers sont commencés alors qu'il a plus de 70 ans, mais il vit assez longtemps pour les terminer. Ses Géorgiques en particulier font accroître sa réputation  et sont salués dans l'Edinburgh Review comme étant, sinon « la traduction la plus parfaite d'un poète classique existant actuellement dans notre langue, du moins la plus apte à atteindre cette haute distinction. ». Sa pièce de 1801 Julian and Agnes est jouée au Theatre Royal, Drury Lane avec John Philip Kemble et Sarah Siddons dans les rôles principaux.
Il est élu membre de la Royal Society en novembre 1794.
Sotheby meurt à Londres en 1833 et est inhumée dans le cimetière de Hackney. Joanna Baillie, une amie proche de Sotheby's pendant « près de trente ans », a pleuré sa mort : « Il n'y a jamais eu d'homme plus généreux, plus élevé, plus aimable, et cela, ajouté à ses grands talents et à ses acquis, fait de lui un personnage irremplaçable » .

## Famille
En 1780, il épouse Mary née Isted et ils ont sept enfants, parmi lesquels :
- Lt-Col. William Sotheby (c. 1785–1815)
- Rear-Adm. Charles Sotheby[7] (c. 1785–1854)
- George Sotheby EICo (1787–1817) died at Nagpur in the Maharatta war
- Hans Sotheby EICo (c. 1780–1827)
- Col. Frederick Sotheby CB (c. 1780–1870)